# Heusenstamm
Heusenstamm település Németországban, Hessen tartományban. Lakosainak száma 19 426 fő (2023. december 31.).

## Népesség
A település népességének változása:
| Lakosok száma | 18 752 | 18 857 | 18 973 | 19 160 | 19 306 | 19 426 |
|               | 2015   | 2017   | 2019   | 2021   | 2022   | 2023   |